# Стаффорд (тауншип, Миннесота)
Стаффорд (англ. Stafford) — тауншип в округе Розо, Миннесота, США. На 2000 год его население составило 297 человек.

## География
По данным Бюро переписи населения США площадь тауншипа составляет 93,4 км², из которых 93,4 км² занимает суша, водоёмов нет.

## Демография
По данным переписи населения 2000 года здесь находились 297 человек, 107 домохозяйств и 83 семьи. Плотность населения — 3,2 чел./км². На территории тауншипа расположено 112 построек со средней плотностью 1,2 построек на один квадратный километр. Расовый состав населения: 98,65 % белых, 0,34 % — других рас США и 1,01 % приходится на две или более других рас. Испанцы или латиноамериканцы любой расы составляли 0,34 % от популяции тауншипа.
Из 107 домохозяйств в 44,9 % воспитывались дети до 18 лет, в 72,9 % проживали супружеские пары, в 0,9 % проживали незамужние женщины и в 22,4 % домохозяйств проживали несемейные люди. 18,7 % домохозяйств состояли из одного человека, при том 6,5 % из — одиноких пожилых людей старше 65 лет. Средний размер домохозяйства — 2,78, а семьи — 3,22 человека.
31,3 % населения — младше 18 лет, 5,1 % — в возрасте от 18 до 24 лет, 36,7 % — от 25 до 44, 17,2 % — от 45 до 64, и 9,8 % — старше 65 лет. Средний возраст — 32 года. На каждые 100 женщин приходилось 112,1 мужчин. На каждые 100 женщин старше 18 приходилось 121,7 мужчин.
Средний годовой доход домохозяйства составлял 51 071 доллар, а средний годовой доход семьи — 57 292 доллара. Средний доход мужчин — 37 250 долларов, в то время как у женщин — 22 500. Доход на душу населения составил 19 200 долларов. За чертой бедности находились 7,8 % семей и 7,4 % всего населения тауншипа, из которых 6,4 % младше 18 и 22,2 % старше 65 лет.